# Sulle orme di un'ombra
Sulle orme di un'ombra (A Sleeping Life) è un romanzo poliziesco della scrittrice britannica Ruth Rendell, pubblicato nel 1978, il decimo libro dedicato alle indagini dell'ispettore-capo Reginald Wexford. In Italia è stato presentato l'anno successivo nella collana Il Giallo Mondadori, con il numero 1593. 
Il romanzo è stato, nel 1979, finalista all'Edgar Award

## Trama
In una calda serata di agosto, Wexford è chiamato a visionare un cadavere trovato su un viottolo di campagna. Si tratta di una donna sulla cinquantina, colpita al petto da due coltellate. La morte risale a circa diciotto ore prima. L'ispettore appura che è una certa Rhoda Comfrey, andata a Londra quando aveva trent'anni, mentre padre e zia hanno continuato a vivere in due casette attigue. I due parenti della vittima non sono mai andati d'accordo, a causa della rigidezza del padre di Rhoda, che era arrivato a proibirle di completare gli studi. Quanto alla zia, sorella della madre, ha avuto due mariti e attualmente beve troppo, ma era abbastanza affezionata alla nipote.
Le indagini si bloccano perché nessuno conosce l'indirizzo londinese della vittima, non si trovano tracce di lei, salvo per un medico che l'ha visitata alcuni mesi prima, per una presunta appendicite. La donna veniva circa una volta all'anno per visitare il padre che, in quei giorni, giaceva però gravissimo e poco cosciente, all'ospedale. Un portafoglio pregiato che Rhoda aveva con sé, permette di collegarsi a un negozio, ma a comprare l'oggetto non era stata una donna, bensì uno scrittore di nome Greenville West. Allora le indagini si spostano sull'uomo, ma risulta che sia in Francia, come tutti gli anni. È tuttavia possibile rintracciare un amico di West, che gli affittava pure l'appartamento, e una giovane, Polly Flinders, che era solita battere a macchina i suoi manoscritti.
Wexford va a conoscere Polly Flinders, che vive con un'amica anglo-indiana: Marina Patel. L'aspetto di Polly è segnato da una bruttezza congenita, ma anche da un evidente terrore. Lei, si capisce, è innamorata di West, ma non saprebbe dare il suo recapito né in Francia, né in alcun altro luogo, perché non ne gode la confidenza. Ma uno strano indizio fa in parte progredire l'indagine: i romanzi storici che West ha scritto hanno un notevole successo e si trovano in tutte le biblioteche: uno di questi è addirittura dedicato a Rhoda Comfrey. Non si può oltre ignorare che tra i due ci sia un legame. Quasi per caso, la polizia scopre che la zia di Rhoda, in prime nozze, aveva sposato un West: interpellata in proposito aveva elencato tutti i parenti, ciascuno dei quali aveva anche il nome Greenville davanti al cognome West. Dal primo matrimonio di Lilian Crown era anche nato un piccino, John Greenville West, ricoverato da sempre in un istituto per disabili irrecuperabili.
Dal momento che gli investigatori hanno già preso varie cantonate, tanto vale approfondire la questione del nome: lo scrittore è totalmente omonimo del cuginetto di Rhoda, nato quando lei aveva dodici anni. Sembra poco probabile che il piccolo disabile si sia trasformato in uno scrittore colto e capace di tenere un buon pubblico. Fatte le dovute ricerche, si comprende che non c'è relazione tra il ricoverato e lo scrittore, salvo l'identità. E inoltre West è scomparso, introvabile. Colleghi di Londra hanno dato tutta la disponibilità ad aiutare, ma senza successo. E il superiore di Wexford è sul punto di rivolgersi a Scotland Yard per la frustrazione.
Ma d'improvviso Wexford, per una fortuita circostanza, comprende la verità e, con qualche ritocco, ottiene la confessione dell'assassina, Polly Flinders. La spiegazione però non è tanto semplice e accettabile e Wexford è arrivato alla scoperta dopo che sua figlia Sylvia, in grave crisi con il marito, aveva pronunciato la parola eonismo. Informatosi sul significato, guidato da una forte impressione, Wexford aveva capito che Rhoda Comfrey e J. Greenville West erano la stessa persona: in altre parole, Rhoda per sfuggire all'opprimente ambiente aveva assunto l'identità del cuginetto e si limitava a interpretare il suo ruolo femminile solo in occasione delle visite al padre e alla zia.
La povera Polly, sapendo che Greenville sarebbe andato in un luogo di campagna, prima di partire per la Francia, vi si era recata ma aveva trovato solo una donna, ben più vecchia di West. Lo shock doveva averle fatto smarrire temporaneamente la ragione, tanto la verità era lontana dalle sue aspettative. Comprendendo che la giovane non aveva i mezzi psicologici e culturali per affrontare il suo delitto, Wexford ha deciso di aiutarla immettendo qualche particolare che ha permesso di averne la confessione, anziché pretendere che lei accettasse ciò che non capiva, con il rischio che non fosse più in grado di ammettere niente.

## Personaggi
- Wexford (Reginald), ispettore capo della Polizia di Kingsmarkham.
- Dora, moglie di Wexford.
- Sylvia, figlia primogenita di Dora e Wexford.
- Neil, marito di Sylvia.
- Robin, Ben, figli piccoli di Sylvia e Neil.
- Rhoda Comfrey, la vittima.
- Signor Comfrey, padre di Rhoda.
- Lilian Crown, zia materna di Rhoda.
- Famiglia Parker, costituita dai giovani coniugi Brian e Stella con i loro tre bambini piccoli e la nonna di Brian, Signora Parker.
- J. Grenville West, scrittore di romanzi storici di successo.
- Victor Vivian, gestore di un locale e locatario di West.
- Polly Flinders (Pauline), collaboratrice di West, redige a macchina i suoi manoscritti.
- Marina Patel, coinquilina di Polly.
- Mike Burden, funzionario di polizia, aiuto di Wexford.
- Mike Baker, della polizia metropolitana di Londra.
- Griswold (Charles) superiore di Wexford.

## Opere derivate
Il romanzo è stato adattato per la televisione nella serie Ruth Rendell Mysteries, terza stagione, in tre episodi andati in onda tra il 2 e il 26 novembre 1989.

## Edizioni in italiano
- Ruth Rendell, Sulle orme di un'ombra, traduzione di Hilia Brinis, A. Mondadori, Milano 1979
- Ruth Rendell, Elementare, Wexford, introduzione di Rosaria Guacci, Omnibus gialli, Mondadori, Milano 1993 (contiene: Chi muore e chi mente; Addio per sempre; A Sleeping Life)